# Егейська суперечка
Егейська суперечка — комплекс взаємопов'язаних спірних питань між Грецією і Туреччиною відносно суверенітету і суміжних прав в акваторії Егейського моря та повітряному просторі над ним. Численні конфлікти, які виникали через невирішеність спірних питань від 1970-х років, значною мірою вплинули на греко-турецькі відносини. Двічі в 1987 році і на початку 1996 року Егейські спірні питання призводили до кризових ситуацій, близьких до спалаху військових дій між двома державами.

## Основні спірні питання
Весь спектр спірних питань, що стосуються Егейського регіону, можна поділити на декілька категорій:
- делімітація територіальних вод; обидві сторони в наш час[коли?] визначають їх ширину як 6 морських миль (11 км). Греція претендує на право продовжити її до 12 морських миль на основі міжнародного права. Туреччина, яка вже розширила свої територіальні води до 12 миль, заперечує, і погрожує Греції війною у випадку односторонньої спроби розширити смугу;
- делімітація національного повітряного простору — Греція стверджує, що в наш час[коли?] контролює 10 миль, а Туреччина тільки 6 миль;
- делімітація виняткових економічних зон та зон економічної експлуатації континентального шельфу;
- делімітація районів польотної інформації (FIR) — право Греції здійснювати військові навчання в повітрі в рамках міжнародної частині Егейського моря, чому перешкоджають суперечливі тлумачення правил Районів польотної інформації (FIR), встановлених ІКАО;
- суперечки з вже демілітаризованого статусу, присвоєного деяким з грецьких островів Егейському морі;
- претензії Туреччини щодо, так званих, «сірих зон» невизначеного суверенітету над численними незаселеними малими островами, насамперед, статус острова Іміа/Кардак.

1998 року обидві країни були близькими до подолання напруженості через здійснення низки дипломатичних заходів. Таким кроком, зокрема, були дії Греції, направлені на полегшення вступу Туреччини до Європейського Союзу. Однак і в 2010 році питання, як і раніше, залишаються невирішеними.

## Морські та повітряні зони впливу
Ціла група питань Егейської суперечки стосуються делімітації морських та повітряних зон впливу довкола територій обох країн. Ці питання пов'язані із географічними та історичними особливостями власне Егейського моря та розташування країн в його басейні. Хоча довжина материкової берегової лінії Греції та Туреччини, що омиваються водами Егейського моря приблизно рівна, усі Егейські острови, окрім Імброса та Тенедоса, належать Греції. Водночас низка великих островів (Лесбос, Хіос, Самос і острови архіпелагу Додеканесу), які належать Греції, розташовані у безпосередній близькості до материкових кордонів Туреччини. Це не дозволяє Туреччині розширити ані морські, ані повітряні зони впливу, оскільки вони розраховуються від найближчої точки території держави, що також претендує на цей простір. Будь-яке можливе розширення цих зон обов'язково у пропорційному відношенні принесе більше вигоди Греції, аніж Туреччині.
Згідно з поширеною думкою, Туреччина стурбована тим, що Греція, можливо, намагається розширити свої зони впливу настільки, щоб перетворити Егейське море фактично на «Грецьке озеро». З іншого боку, Греція стурбований тим, що Туреччина може спробувати «зайняти половину Егейського моря», тобто встановити турецької зони впливу до середини Егейського моря, за лінію островів Лесбос, Хіос, Самос і островів Додеканесу, перетворивши їх таким чином на ексклав, оточений турецькими водами і, таким чином, відрізаний від батьківщини.

### Територіальні води
Територіальні води дають прибережній державі повний контроль над аеронавігацією в повітряному просторі і частковий контроль над судноплавством, хоча іноземним кораблям (і цивільні, і військові), як правило, гарантується мирний прохід через них. Стандартна ширина територіальних вод, на яку країни претендують, неухильно зростала впродовж 20-го століття: від 3 морських миль (5,6 км) на початку століття — до 6 морських миль (11 км) і нині 12 морських миль (22 км). Поточне значення закріплено в договірному праві згідно з Конвенцією Організації Об'єднаних Націй з морського права від 1982 року (стаття 3). В Егейському морі обидві країни проголосили територіальними водами смугу 6 морських миль. Можливість розширення її до 12 миль викликала заклопотаність турецької сторони з приводу можливого непропорційного збільшення простору, контрольованого Грецією. Туреччина відмовилася стати членом Конвенції і не вважає себе пов'язаною нею. Туреччина вважає конвенцію res inter alios acta, тобто такою, яка б мала бути підписана між двома сторонами суперечки. З іншого боку, Греція приєдналася до Конвенції, заявивши, що залишає за собою право застосовувати це правило і розширити свої територіальні води до 12 миль у якийсь момент в майбутньому, хоча ніколи не намагалася цього зробити. Греція вважає, що 12-мильне стосується не тільки договірного права, але і звичаєвого права, оскільки існує широкий консенсус у міжнародній спільноті. Виходячи з цього, Туреччина стверджує, що географічні особливості Егейського моря роблять строге використання 12-мильного правило незаконним в інтересах збереження справедливості. Водночас Туреччина користується цим правилом поза межами Егейського моря.
Напруженість з приводу ширини смуги територіальних вод значно зросла між країнами на початку 1990-х років, коли Конвенція ООН з морського права мала набрати чинності. 9 червня 1995 року парламент Туреччини офіційно заявив, що односторонні дії з боку Греції стануть приводом для війни. Ця заява була засуджена Грецією як порушення Статуту Організації Об'єднаних Націй, який забороняє «погрози силою або її застосуванням проти територіальної недоторканності або політичної незалежності будь-якої держави».

### Національний повітряний простір
Національний повітряний простір, як правило, визначається як повітряний простір над суходольною частиною території держави та прилеглими територіальними водами. Національне повітряний простір дає суверенній державі значний ступінь контролю над зовнішнім повітряним рухом. Хоча цивільна авіація, як правило, допускається у національний повітряний простір за міжнародними договорами, іноземні військові та інші типи іноземних державних повітряних суден не мають право вільного руху через національний повітряний простір іншої держави. Делімітація національного повітряного простору для Греції проведена як виняток, оскільки його кордони не збігаються з межею територіальних вод. Греція має 10 морських миль (19 км) повітряного простору, на відміну від нині закріплених 6 миль територіальних вод. Від 1974 року Туреччина відмовилася визнати зовнішні 4 милі повітряного простору за Грецією, посилаючись на Статут Міжнародної організації цивільної авіації (ІКАО) від 1948 року. Він містить обов'язкові визначення, з яких випливає, що обидві зони повинні збігатися. У відповідь Греція стверджує, що:
- грецькі 10-морських миль (19 км) передують Статуту ІКАО, оскільки були офіційно зафіксований 1931 році, вони були визнані всіма сусідами Греції, включаючи і Туреччину, до 1948 року, відтак встановлені правильно[5];
- грецькі 10-морських миль також можуть інтерпретуватись як тільки часткове, виборче застосування значно ширших прав, гарантованих морським правом, а саме як тільки частина 12-мильної зони, рівної як для повітряного простору, так і для територіальних вод;
- нині ж грецькі територіальні води встановлюються завширшки 6-миль тільки через casus belli Туреччини.

Конфлікт через польоти турецьких військових повітряних суден у національному просторі Греції привів до практики безперервних тактичних військових провокацій: турецька сторона вважає себе в праві здійснювати польоти у зовнішній 4-мильній смузі, в той час як грецькі військові літаки змушені перехоплювати їх. Ці «зустрічі» грецьких і турецьких літаків призводить до небезпечних маневрів, які вже неодноразово закінчувалися людськими жертвами з обох сторін. Зокрема грецький льотчик Ніколаос Сіалмас розбився поблизу острова Айос-Ефстратіос, перехоплюючи турецький літак F-16; турецький пілот Неіл Ердоган загинув, збитий грецьким літаком Міраж-2000 у 1996 році, і Костас Ілікіас, який розбився після зіткнення з турецьким F-16 в районі острова Карпатос.